# Sylvie Gazeau
Pour les articles homonymes, voir Gazeau.
Sylvie Gazeau, née à Orléans le 30 janvier 1950, est une violoniste et professeure de musique classique française.

## Biographie
Elle commence ses études musicales au conservatoire de Nice, puis, sur les conseils de Henryk Szeryng, entre au Conservatoire national supérieur de musique et de danse de Paris. Élève de Gabriel Bouillon et de Joseph Calvet, elle y obtient les premiers prix de violon (1965) et de musique de chambre (1967).
Second prix au Concours Maria Canals (Barcelone, 1967), puis au Concours Carl-Flesch (Londres, 1968), elle obtient le premier prix au Concours Enlow d'Evansville (États-Unis, 1969). Elle se perfectionne ensuite avec Josef Gingold (Performer's Certificate, Indiana University, Bloomington, 1970), dont elle est l'assistante dans sa classe de violon.
En 1973, elle remporte un troisième prix au Concours international de Montréal, avant d'obtenir, en 1979, le Prix Enesco de Paris, dans la catégorie "Meilleure violoniste de l'année".
Premier violon au Melos Ensemble de Londres, elle est, de 1976 à 1982, violon solo à l'Ensemble intercontemporain puis intègre le quatuor Ivaldi. Elle est l'invitée régulière des festivals d'Asolo, Naples, du Festival de Sion ou du Festival de Marlboro (senior depuis 1983) et participe à diverses académies d'été (Flaine, Les Arcs, Rambouillet, Périgueux, Portogruaro).
Sylvie Gazeau devient en 1985 professeur de violon et de musique de chambre au CNSMDP. En 1998, elle est nommée professeur de didactique du violon dans le département pédagogie. Elle est directrice artistique du Concours de violon Vatelot-Rampal.
Elle joue sur un Stradivarius ayant appartenu à Christian Ferras.